# ليون لوكاس
ليون لوكاس (بالإنجليزية: Leon Lucas)‏ (4 سبتمبر 1901 – 1971) هو ملاكم أمريكي راحل، مثّل بلاده في الألعاب الأولمبية الصيفية 1928.

## روابط خارجية
ليون لوكاس على موقع أوليمبيديا (الإنجليزية)